# HSK Coronel
HSK Coronel („Schiff 14”) – niemiecki krążownik pomocniczy (rajder) Kriegsmarine okresu II wojny światowej. Royal Navy nadała mu oznaczenie Raider K. Przebudowany początkowo na stawiacz min (1940), a następnie na krążownik pomocniczy, został uszkodzony podczas próby wyjścia na Atlantyk i zawrócił do Kilonii. Po powrocie został wyposażony w radary oraz silne uzbrojenie przeciwlotnicze i jako okręt naprowadzania nocnych myśliwców „Togo” pełnił służbę na Bałtyku pod dowództwem Luftwaffe. Po wojnie pływał m.in. pod brytyjską i norweską banderą.